# تشیع علوی و تشیع صفوی
تشیع علوی و تشیع صفوی عنوان کتابی است از علی شریعتی که در سال ۱۳۵۱ خورشیدی به چاپ رسید. متن این کتاب از سخنرانی علی شریعتی در حسینیه ارشاد که به همین مضمون بود گرفته شده‌است. کتاب تشیع علوی و تشیع صفوی به مقایسه بین شیعه بنیادین و اصیل که در تفکر امامان شیعه بود، با شیعه در بینش و ایدئولوژی صفویان می‌پردازد. نویسنده ضمن تعریف دو نوع طرز فکر شیعه، مباحث مختلف دین اسلام و شیعه را در دو نوع اندیشه ارزیابی می‌کند. مباحثی نظیر عترت، عصمت، وصایت، ولایت، امامت، عدل، تقیه، سنت و نفی بدعت، غیبت، شفاعت، اجتهاد، دعا و تقلید در این کتاب و بین دو نوع شیوه تفکر، بررسی و ... در این کتاب مقایسه می‌شود.

## بخش‌هایی از کتاب
تشیع دارای دو دوره کاملاً منفک و جدا از هم است. یکی دوره‌ای از قرن اول، که خود تعبیری از اسلام حرکت است در برابر اسلام نظام حاکم. تا اوایل دورۀ نهضت و حرکت شیعه است و یکی دوره‌ای از زمان صفویه تاکنون، که دوره تبدیل شدن «شیعۀ حرکت» به «شیعۀ نظام».
وزیر امور روضه‌خوانی و تعزیه‌داری رفت به اروپای شرقی -که در آن هنگام صفویه روابط بسیار نزدیک و مرموز و ویژه‌ای با آن‌ها داشتند- و دربارۀ مراسم دینی و تشریفات مذهبی آنجا تحقیق کرد، مطالعه کرد و بسیاری از آن سنت‌ها و مراسم جمعی مذهبی و تظاهرات اجتماعی مسیحیت و برگزاری و نقل مصیبت‌های مسیح و حواریون و شهدای تاریخ مسیحیت و نیز علائم و شعائر و ابزارها و وسایل خاص این مراسم و دکورهای ویژۀ محافل دینی و کلیسا را اقتباس کرد و همه را به ایران آورد و در اینجا، به کمک روحانیون وابسته به رژیم صفوی، آن فرم‌ها و رسوم را با تشیع و تاریخ تشیع و مصالح ملی و مذهبی ایران تطبیق دادند و به آن قالب‌های مسیحی اروپایی، محتوای شیعی ایرانی بخشیدند.
در دوره صفویه مذهب تشیع تغییر جهت می‌دهد. «تشیع ضد وضع موجود»، «تشیع وفق وضع موجود» می‌شود. تشیعی که به عنوان یک نیرو دربرابر حاکمیت بود، به عنوان یک نیرو در کنار و پشت سر این قدرت می‌ایستد و از آن جانبداری می‌کند. کارش و نقشش هم عوض می‌شود. تشیعی که حالت انتقادی به وضع موجود داشت، حالا یک رسالت تازه دارد و آن نقش توجیهی است.